# Nebria subdilatata
Nebria subdilatata (лат.) — вид жуков-жужелиц из подсемейства плотинников. Распространён в Восточной Сибири, Алтае, Магаданской, Камчатской, Амурской и Сахалинской областях, Хабаровском крае, Северной Корее и на севере Монголии. Длина тела имаго 10,5-12 мм. Тело чёрного цвета.